# Museum für aktuelle Kunst – Sammlung Hurrle

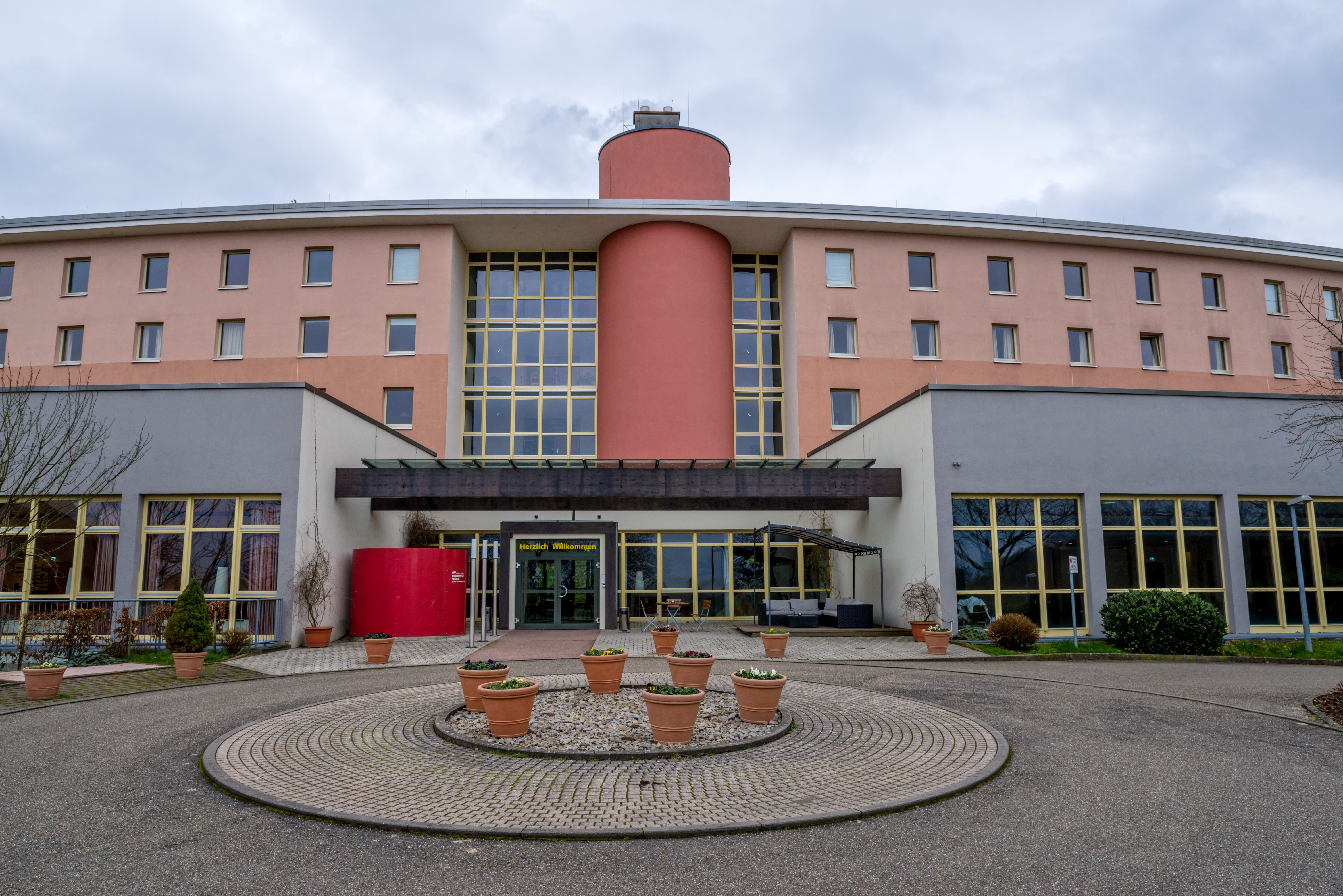
Die Sammlung befindet sich im 4. Stock des Hotels

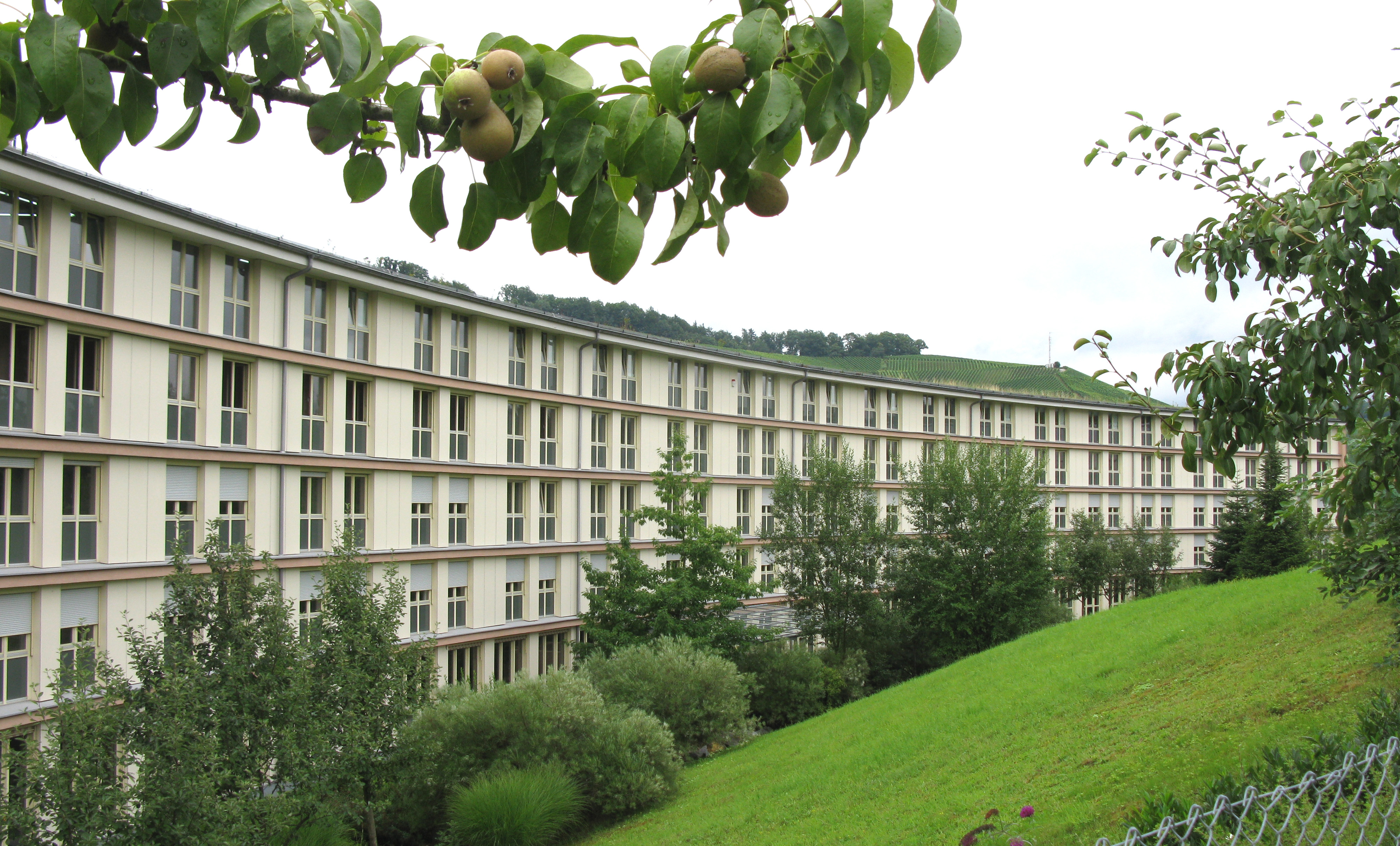
Haus Vierjahreszeiten (Rückansicht)

Das Museum für aktuelle Kunst – Sammlung Hurrle war ein Kunstmuseum in Durbach bei Offenburg.

## Geschichte
Das Museum für Aktuelle Kunst – Sammlung Hurrle Durbach bei Offenburg wurde im Jahr 2010 im obersten Stockwerk einer ehemaligen Reha-Klinik, deren Residenz heute als Hoteldestination dient, auf einer Fläche von 1700 m2 eingerichtet. Museumsgründer ist der Unternehmer Rüdiger Hurrle, der bereits in den 1960er Jahren seine Sammlerleidenschaft entwickelte. Inzwischen umfasst die Sammlung Hurrle über 2000 Arbeiten, überwiegend Skulptur und Malerei der deutschen Kunst nach 1945 und ihre Vorläufer zu Beginn der 1920er Jahre, sowie Kunst der Oberrheinregion, einschließlich Schweiz und Elsass. Mit dem Ende der Ausstellung „KunstKosmos Oberrhein“ wurde das Museum am 13. Oktober 2019 geschlossen.

## Sammlung
Im Mittelpunkt der Sammlung stehen die deutsche Kunst nach 1945 und ihre Vorläufer zu Beginn der 1920er Jahre. Mit Hauptwerken des deutschen Informel der 1950er und 1960er Jahre, unter anderem von Künstlern aus den Gruppen „Quadriga“ und „ZEN 49“, sowie dem zeitgleich in Frankreich entstehenden „Salon des Réalités Nouvelles“ bildet die „Lyrische Abstraktion“ einen Schwerpunkt der Sammlung. Große Aufmerksamkeit wird auch den Brüchen und Kontinuitäten in der Entwicklung der Figuration in den 1920er Jahren und nach dem Zweiten Weltkrieg geschenkt.
Auch Beziehungen zwischen den Künstlern sind Teil des Sammlerinteresses – Freundschaften, Konflikten, Lehrer-Schüler-Verhältnissen und Künstlergruppen – jenseits der Bluechip-Vorgaben des Kunstmarkts. So enthält die Sammlung einen großen Anteil von Arbeiten der Gruppe CoBrA, der ersten Künstlergruppe nach dem Weltkrieg, sowie die Münchner Gruppen SPUR, WIR, Geflecht und Kollektiv Herzogstraße und schließlich die Karlsruher Gruppe Kriegfried. Ein weiterer wichtiger Posten ist die Kunst der DDR: Hier sind die Vertreter der Leipziger und Neuen Leipziger Schule wie Werner Tübke, Arno Rink und Michael Triegel ebenso vertreten wie A.R. Penck, Künstler des 1. Leipziger Herbstsalons und Clara Mosch sowie Ausnahmeerscheinungen wie Gerhard Altenbourg.
Neben der Dauerausstellung, welche die Kunstentwicklung nach dem Zweiten Weltkrieg verdeutlicht, gab es zwei mehrmals jährlich wechselnde Sonderausstellungen: Die Reihe „Profile in der Kunst am Oberrhein“ präsentierte bedeutende Künstler der trinationalen Region. Die große Wechselausstellung zeigte Kunstströmungen wie das „Phänomen Informel“ und Künstlergruppen wie CoBrA sowie herausragende Einzelwerke wie Dieter Krieg und Arno Rink. Von besonderer Bedeutung war in den Jahren 2014 und 2015 die Ausstellung „Getrennte Welten – Formen des Eigensinns. Kunst in Ost und West vor der Wende“, in der anlässlich des 25. Jahrestags des Mauerfalls und des 25. Jubiläums der Wiedervereinigung schlaglichtartig die Kunst diesseits und jenseits der Mauer beleuchtet wurde.
Werke von Paul Kleinschmidt, Karl Hubbuch, Otto Laible oder Karl Hofer führen dabei anschaulich die Fortschreibung einer „Tradition der Moderne“ vor Augen. Es befanden sich wichtige Werke folgender Künstler im Museum für aktuelle Kunst: Horst Antes, Walter Becker, Jürgen Brodwolf, Lothar Fischer, Günther Förg, Rupprecht Geiger, Karl Otto Götz, HAP Grieshaber, Johannes Grützke, Harald Häuser, Axel Heil, Karl Horst Hödicke, Karl Hofer, Karl Hubbuch, Jörg Immendorff, Jacqueline de Jong, Gustav Kluge, Bernd Koberling, Dieter Krieg, Markus Lüpertz, Wolfgang Mattheuer, Helmut Middendorf, Heino Naujoks, Georg Karl Pfahler, Wolf Pehlke, Heimrad Prem, Neo Rauch, Emil Schumacher, K.R.H. Sonderborg, Walter Stöhrer, Helmut Sturm, Theodor Werner u. v. a.